# Leopoldo Lugones

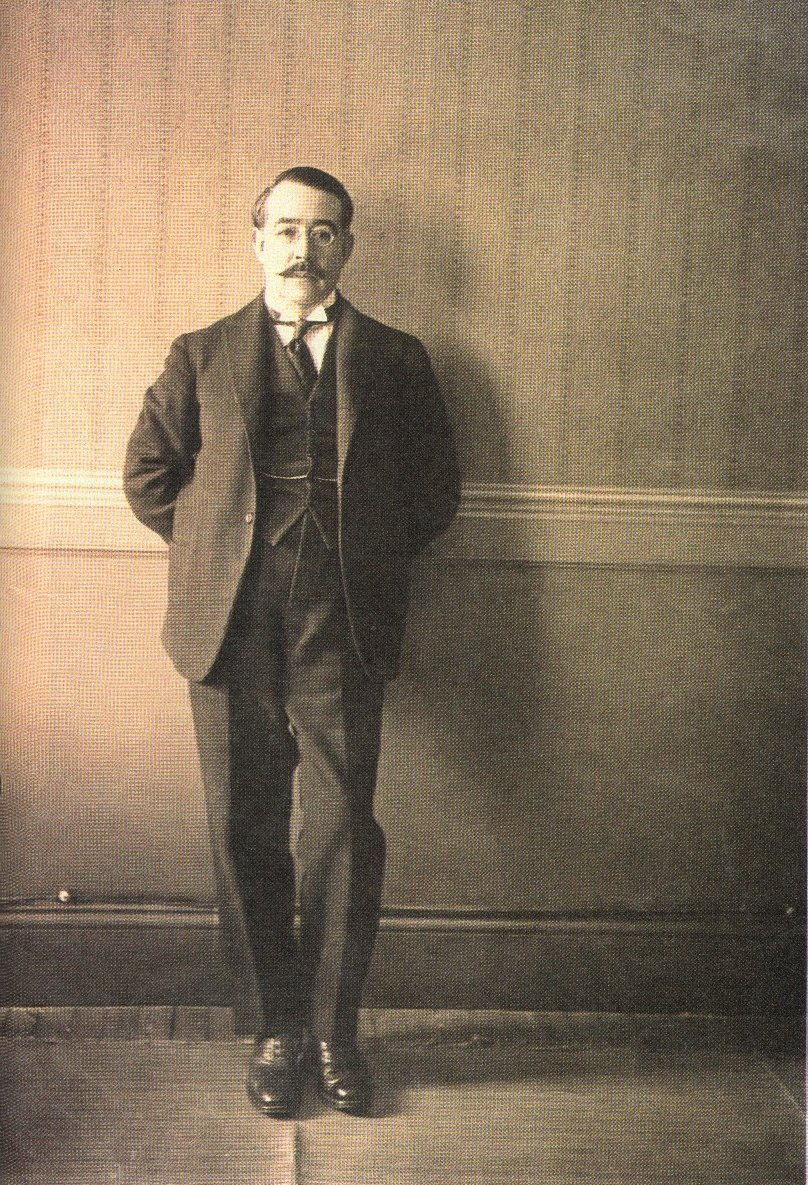
Leopoldo Lugones im Jahr 1922

Leopoldo Lugones (* 13. Juni 1874 in Villa de María del Río Seco, Departamento Río Seco, Córdoba, Argentinien; † 18. Februar 1938 in Tigre, Provinz Buenos Aires, Argentinien) war ein argentinischer Dichter und Essayist.

## Leben
Leopoldo Lugones wurde als erster Sohn von Santiago Lugones und Custodia Argüello am 13. Juni 1874 in der Provinz Córdoba, Argentinien, geboren. Seine Mutter unterrichtete ihn zunächst selbst und zeigte sich verantwortlich für eine sehr strenge katholische Erziehung. In seiner Kindheit siedelte die Familie nach Santiago del Estero, Hauptstadt der gleichnamigen Provinz, über und zog bald darauf in die im Süden der Provinz gelegene Kleinstadt Villa Ojo de Agua, Hauptort des Departamento Ojo de Agua. Später wurde er von den Eltern auf das Gymnasium Colegio Nacional in Córdoba geschickt, wo er bei seiner Großmutter mütterlicherseits wohnte. 1892 zog seine Familie dorthin nach, und in dieser Zeit begann Lugones auch seine ersten journalistischen und literarischen Erfahrungen zu sammeln.
1896 zog er nach Buenos Aires, wo er Juana González ehelichte. 1906 und 1911 unternahm er Reisen nach Europa, was damals als unerlässliches Bildungserfordernis der argentinischen Elite angesehen wurde. 1897 wurde sein einziger Sohn, Polo Lugones, geboren, der später unter der Diktatur von José Félix Uriburu Polizeichef werden und zu traurigem Ruhm gelangen sollte, weil er die so genannte „Picana“ als elektrische Foltermethode einführte. Leopoldo Lugones selbst rief indessen ständige Polemiken in Buenos Aires hervor, nicht so sehr wegen seines literarischen Werkes, sondern vielmehr wegen seiner ständigen ideologischen Kehrtwendungen, die ihn vom Sozialismus über den Liberalismus, den Konservatismus hin zum Faschismus führen sollten.
Frustriert von den politischen Verhältnissen der 1930er Jahre in Argentinien, beging er am 18. Februar 1938 in Tigre, Provinz Buenos Aires, in einem Hotel mit dem Namen „El tropezón“ Selbstmord, indem er eine Mischung aus Blausäure und Whisky einnahm.

## Literarische und politische Aktivitäten

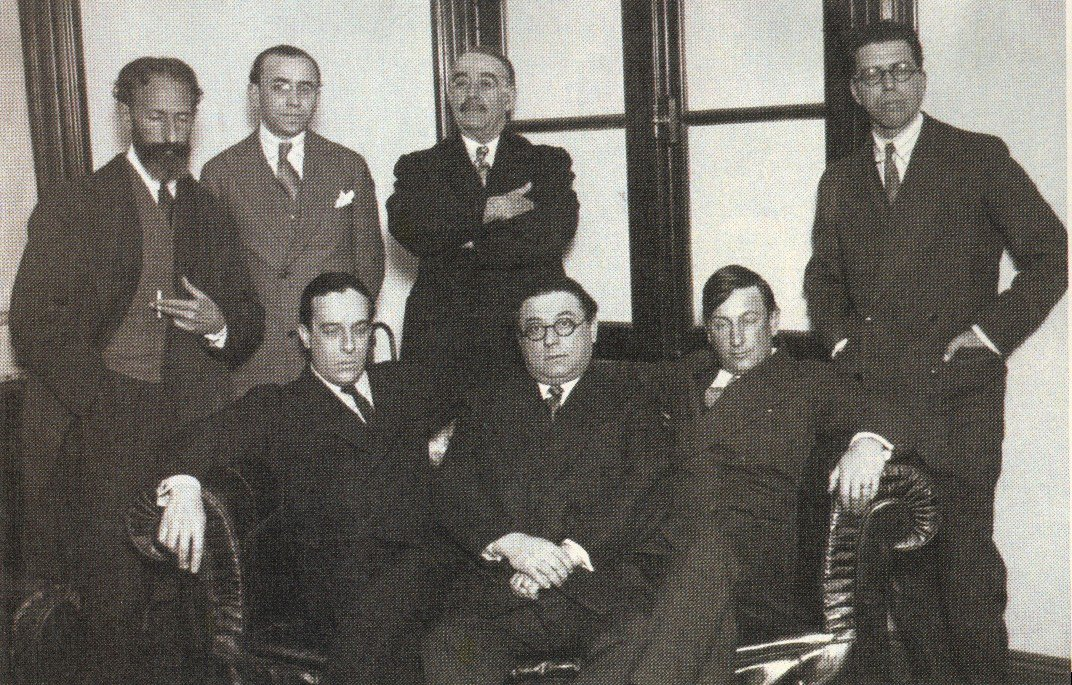
Lugones (dritter von links, stehend) zusammen mit anderen argentinischen Intellektuellen. Der erste von links ist der Dichter Horacio Quiroga, und in der Mitte, sitzend, befindet sich Alberto Gerchunoff. (1928)

Die literarische und politische Laufbahn von Lugones nahm ihren Ausgang in Córdoba, wo er als Journalist in El Pensamiento Libre tätig war, einer Zeitschrift, die als atheistisch und anarchistisch galt; er beteiligte sich auch an der Gründung des ersten sozialistischen Zentrums der Stadt. In dieser Epoche publizierte er Lyrik unter dem Pseudonym Gil Paz.
Bald darauf schloss er sich in Buenos Aires einer Gruppe von sozialistischen Intellektuellen an, in der unter anderen José Ingenieros, Alberto Gerchunoff, Manuel Ugarte und Roberto Payró aktiv waren; er schrieb sporadisch für verschiedene Medien, darunter die sozialistische Zeitung La Vanguardia und Tribuna. In dieser Zeit lernte er Rubén Darío kennen, der großen Einfluss auf sein literarisches Schaffen ausüben sollte und der ihm den Einstieg in die Tageszeitung La Nación ebnete.
1897 veröffentlichte Lugones sein erstes Buch, Las montañas del oro (Die goldenen Berge), dessen Stil noch von der französischen Romantik geprägt war. 1903 wurde er aus der sozialistischen Partei ausgeschlossen, weil er die Präsidentschaftskandidatur des Konservativen Manuel Quintana unterstützt hatte. 1905 publizierte er Crepúsculo del jardín (Dämmerung des Gartens), ein Werk, das dem literarischen Modernismo und dem französischen Symbolismus nahestand; diese Tendenz sollte sich in seinem Werk Lunario sentimental noch verstärken, das 1909 herauskam.
Er experimentierte mit Gruselgeschichten und fantastischen Erzählungen in seinem Werk Las fuerzas extrañas (Merkwürdige Kräfte), das 1909 erschien; zusammen mit dem Erzählband Cuentos fatales (Fatale Geschichten, 1926) begründete Lugones damit die Tradition der argentinischen Kurzgeschichte, die für das gesamte 20. Jahrhundert so bedeutend werden sollte, und wird als einer der ersten Science-Fiction-Autoren des Kontinents betrachtet.
Nach seiner Rückkehr aus Europa veröffentlichte Leopoldo Lugones seinen Essay Historia de Sarmiento (Geschichte Sarmientos, 1911). 1913 hielt er im Teatro Odeón eine Vortragsreihe mit dem Titel „El Payador“ ab, deren Hauptthema das Gaucho-Epos „Martín Fierro“ und die Verherrlichung der Figur des Gaucho als Paradigma der argentinischen Nationalität darstellten.
1920 wandte Lugones sich zusehends nationalistischen Ideen zu, vor allem mit der Publikation von Mi beligerancia, in dem er sein politisches Credo darlegte. Im darauf folgenden Jahr veröffentlichte er El tamaño del espacio (Die Größe des Raums) und 1922 Las horas doradas, mit dem er zur symbolistischen Richtung zurückkehrte.
1926 erhielt er den Argentinischen Staatspreis für Literatur (Premio Nacional de Literatura de Argentina) und 1928 wurde er zum Vorsitzenden des Argentinischen Schriftstellerverbands (Sociedad Argentina de Escritores). Zu dieser Zeit war er bereits zum glühenden Verfechter faschistischer Ideen geworden. Lugones wurde zu einem der stärksten Befürworter und Propagandisten des von Uriburu am 6. September 1930 angezettelten Militärputsches, mit dem der bis dahin herrschende Caudillo der Unión Cívica Radical Hipólito Yrigoyen abgesetzt wurde. Diese enge Verstrickung in das politische Geschehen seines Landes trug ihm herbe Kritik von Seiten vieler Intellektueller ein.

## Werke

### Lyrik
- Las montañas del oro, 1897
- Los crepúsculos del jardín, 1905
- Lunario sentimental, 1909
- Odas seculares, 1910
- El libro fiel, 1912
- El libro de los paisajes, 1917
- Las horas doradas, 1922
- Poemas solariegos, 1927
- Romances del Río Seco, 1938
- Cancionero de Aglaura, postum

### Erzählungen
- La guerra gaucha, 1905
- Las fuerzas extrañas, 1906
- Cuentos fatales, 1926

### Veröffentlichungen auf Deutsch
- Die Salzsäule. (Erzählungen) Edition Weitbrecht, Stuttgart 1983, ISBN 3-522-71150-5. Aktuelle Ausgabe: Büchergilde Gutenberg, Frankfurt am Main 2007, ISBN 978-3-7632-5815-4 (hrsg. v. Jorge Luis Borges in der Bibliothek von Babel)
- Die Augen der Pharaonin. Phantastische Erzählungen (hrsg. und mit einem Nachwort von Hans-Jürgen Schmitt), Büchergilde Gutenberg 1996, ISBN 3-7632-4411-5
- Die Entdeckung des Umkreises. Phantastische Geschichten, Reclam-Verlag, Leipzig 1991, ISBN 3-379-00726-9